# PCI-X

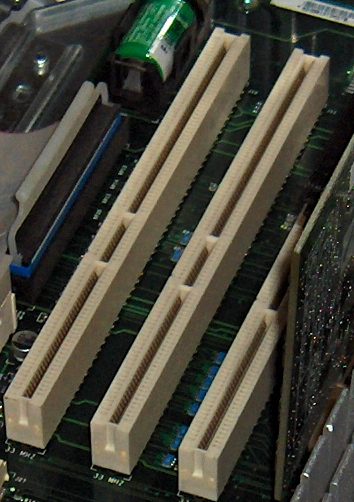
Tři PCI-X sloty na základní desce počítače

PCI-X (Peripheral Component Interconnect eXtended) je v informatice standard počítačové sběrnice pro rozšiřující karty. Byla navržena jako zpětně kompatibilní náhrada sběrnice PCI 2.3, vůči které zdvojnásobuje šířku datové sběrnice, zvyšuje maximální frekvenci a upravuje komunikační protokol. Zpětná kompatibilita je zajištěna použitím stejné architektury, protokolu a konektorů. Sběrnice PCI-X nenahradila sběrnici PCI, protože se dostatečně nerozšířila. Nástupcem sběrnice PCI tak byla až sběrnice PCI-Express.

## Historie
Sběrnici PCI-X vyvinuly v roce 1998 společnosti IBM, HP a Compaq jako náhradu stávající sběrnice PCI, která již nedokázala uspokojit potřeby nejvýkonnějších zařízení na vysokou datovou propustnost (síťové karty pro Gigabitový Ethernet, Fibre Channel, Ultra3 SCSI i klasické IDE PATA řadiče a další zařízení).

## Technický popis
PCI-X upravuje PCI standard zdvojnásobením maximální frekvence (z 66 MHz na 133 MHz), rozšířením datové sběrnice na 64 bitů a tím se razantně zvýšila datová propustnost. Teoretická maximální přenosová rychlost dat je u PCI-X až 1,064 GB/s ve srovnání s 532 MB/s standardní sběrnice PCI. PCI-X přineslo některé vlastnosti, které umožňují zachovat běh počítače i v případě poruchy na některé kartě – vadné karty se mohou znovu nakonfigurovat nebo odpojit. PCI-X obecně zachovává zpětnou kompatibilitu s PCI 2.x. Karty PCI-X je možné použít v PCI slotu, jen na základních deskách, které podporují napájení 3,3 V. Ve sběrnici PCI-X mohou pracovat 3,3V PCI karty. Karty PCI-X a PCI mohou být používány na PCI-X sběrnici současně, ale rychlost je pak limitována nejpomalejší kartou. Například PCI 2.3 zařízení běžící na 32 bitech a 66 MHz, které je zapojeno do PCI-X 133 MHz sběrnice, sníží rychlost sběrnice na 266 MB/s.

## Verze
Všechny karty nebo sloty mají 64bitovou implementaci a liší se následovně:
- Karty
  - 66 MHz (přidáno v Rev. 1.0)[1]
  - 100 MHz (implementováno 133 MHz adaptérem na některých serverech)[2]
  - 133 MHz (přidáno v Rev. 1.0)[1]
  - 266 MHz (přidáno v Rev. 2.0)[1]
  - 533 MHz (přidáno v Rev. 2.0)[1]

- Sloty
  - 66 MHz (lze nalézt ve starých serverech)
  - 133 MHz (nejběžnější v moderních serverech)
  - 266 MHz (nahrazeno PCI-e)
  - 533 MHz (nahrazeno PCI-e)

## PCI-X 2.0
V roce 2003 PCI SIG ratifikovalo PCI-X 2.0. Přineslo 2 nové verze 266 MHz a 533 MHz, množství přenesených dat se zvýšilo na 2,15 GB/s a 4,3 GB/s. Dále bylo vybaveno podporou ECC (Error Correction Code), které automaticky opravuje chyby vzniklé při přenosu dat. 16bitovým rozhraním, které umožňuje použít zařízení omezená místem, například integrované RAID řadiče. Podobně jako u PCI Express byly přidány PtP funkce, jež dovolují zařízením na sběrnici komunikovat jednomu s druhým, aniž by při tom zatěžovaly CPU nebo bus controller.